# Andrzej Kaliciński
Andrzej Kaliciński (ur. 14 marca 1922 w Granicy, zm. 4 kwietnia 2002 w Studziankach) – polski lekarz, profesor, nauczyciel akademicki, rektor Akademii Medycznej w Białymstoku, senator I kadencji.

## Życiorys
W czasie II wojny światowej wstąpił do Związku Walki Zbrojnej, następnie walczył w Armii Krajowej. Służył w oddziale leśnym „Głuszec”, był dowódcą Oddziału Ochrony Tajnej Radiostacji.
Po wojnie ukończył następnie studia medyczne w Gdańsku, specjalizując się w kardiologii. Uzyskiwał kolejno stopnie naukowe doktora i w 1968 doktora habilitowanego nauk medycznych, zaś w 1974 tytuł naukowy profesora. Pracował krótko na Śląsku, po czym przeniósł się w 1953 na Akademię Medyczną w Białymstoku, gdzie przez wiele lat był wykładowcą. Pełnił też funkcję kierownika Kliniki Kardiologii, a w kadencji 1990–1993 rektora tej uczelni. Był członkiem władz Polskiego Towarzystwa Kardiologicznego.
W 1980 zakładał na AMB zakładową organizację „Solidarności”. Z ramienia Komitetu Obywatelskiego od 1989 do 1991 sprawował mandat senatora I kadencji. Należał później do Unii Demokratycznej, z ramienia której bez powodzenia kandydował do Senatu w 1993, oraz do Unii Wolności, z ramienia której bezskutecznie kandydował do Sejmu w 1997 oraz do sejmiku podlaskiego w wyborach samorządowych w 1998. Współtworzył ustawę o zawodzie lekarza, broniąc zasady tajemnicy lekarskiej, oraz ustawę kombatancką.
Autor m.in. publikacji Serce i Ty, Wyd. Medyk, Warszawa 1999, ISBN 83-87340-31-6.
Zmarł na skutek choroby serca; pochowany na cmentarzu farnym w Białymstoku.